# Kriwa reka (dopływ Prowadijskiej reki)
Kriwa reka (bułg. Крива река) – rzeka w północno-wschodniej Bułgarii, lewy dopływ Prowadijskiej reki w zlewisku Morza Czarnego. Długość - 48 km, powierzchnia zlewni - 217,6 km², średni przepływ - 0,274 m³/s. 
Kriwa reka płynie na południe przez Wzgórza Samuiłowskie w południowej części Płaskowyżu Ludogorskiego. Przepływa przez miasto Nowi pazar i uchodzi do Prowadijskiej reki w jej górnym biegu.